# Jen-Hsun Huang
Jen-Hsun »Jensen« Huang, ameriško-tajvanski poslovnež, * 17. februar 1963, Tajpej, Tajvan.
Izhaja iz Tajvana, vendar je odraščal in bil vzgojen v ZDA. Je soustanovitelj podjetja Nvidia, kjer tudi dela kot predsednik in CEO. 

## Zgodnje življenje
Rodil se je v Taipeju, v Tajvanu. Nekaj let zgodnjega otroštva je preživel na Tajskem, kasneje pa sta ga stric in teta po pomoti poslala v baptistični inštitut, v krščanski internat v Kentucky. 
Ko je zapustil baptistični inštitut, se je s svojimi starši preselil v Oregon. Tam je začel igrati namizni tenis, in se pri 15 letih uvrstil na tretje mesto v dvojicah na U.S. Open. 

Leta 1984 je prejel elektroinženirsko diplomo na Oregonski državni univerzi in leta 1992 elektroinženirski magisterij na Stanfordski univerzi.

## Kariera
Po študiju je bil direktor podjetja Coreware in oblikovalec mikroprocesorjev pri podjetju AMD, Inc. Leta 1993 je soustanovil podjetje Nvidia in je njegov trenutni predsednik ter CEO. V lasti ima 4,69% vseh delnic Nvidie, ki so vredne približno 512,4 milijone ameriških dolarjev.
1. ↑  https://www.chinatimes.com/newspapers/20190624000201-260202?chdtv